# Arsenudinaïta
La arsenudinaïta és un mineral de la classe dels fosfats.

## Característiques
La arsenudinaïta és un arsenat de fórmula química NaMg₄(AsO₄)₃. Va ser aprovada com a espècie vàlida per l'Associació Mineralògica Internacional l'any 2018, sent publicada l'any 2022. Cristal·litza en el sistema tetragonal. És l'anàleg d'arseni de la udinaïta, de la qual és indistingible visualment.
L'exemplar que va servir per a determinar l'espècie, el que es coneix com a material tipus, es troba conservat a les col·leccions del Museu Mineralògic Fersmann, de l'Acadèmia de Ciències de Rússia, a Moscou (Rússia), amb el número de registre: 5238/1.

## Formació i jaciments
Va ser descoberta a la fumarola Arsenàtnaia del volcà Tolbàtxik (Krai de Kamtxatka, Rússia), l'únic a tot el planeta on ha estat descrita aquesta espècie mineral.